# Đevrske
Đevrske falu Horvátországban Šibenik-Knin megyében. Közigazgatásilag Kistanjéhez tartozik.

## Fekvése
Knintől légvonalban 29, közúton 36 km-re, községközpontjától 10 km-re délnyugatra Dalmácia északi-középső részén, Bukovica területén fekszik.

## Története
A szerbek betelepülése a 16. század elején kezdődött. Knin környékére már 1511-ben nagy számú szerb lakosság érkezett, majd főként Bosznia és Hercegovina területéről 1523 és 1527 között Dalmácia területére is sok szerb települt. A környékbeli településekkel együtt 1527-ben elfoglalta a török, melynek uralma alól a 17. század végén szabadult fel. 1805-ben egész Dalmáciával együtt az Első Francia Császárság része lett. 1815-ben a bécsi kongresszus újra Ausztriának adta, amely a Dalmát Királyság részeként Zárából igazgatta 1918-ig. A településnek 1857-ben 434, 1910-ben 791 lakosa volt. Az első világháború után előbb a Szerb-Horvát-Szlovén Királyság, majd Jugoszlávia része lett. 1991-ben csaknem teljes lakossága szerb nemzetiségű volt. Szerb lakói még ez évben csatlakoztak a Krajinai Szerb Köztársasághoz. A horvát hadsereg 1995 augusztusában a Vihar hadművelet során foglalta vissza a települést. Szerb lakói elmenekültek. A településnek 2011-ben 293 lakosa volt, akik földműveléssel, állattartással foglalkoztak.

## Lakosság
| Lakosság változása | Lakosság változása | Lakosság változása | Lakosság változása | Lakosság változása | Lakosság változása | Lakosság változása | Lakosság változása | Lakosság változása | Lakosság változása | Lakosság változása | Lakosság változása | Lakosság változása | Lakosság változása | Lakosság változása | Lakosság változása |
| ------------------ | ------------------ | ------------------ | ------------------ | ------------------ | ------------------ | ------------------ | ------------------ | ------------------ | ------------------ | ------------------ | ------------------ | ------------------ | ------------------ | ------------------ | ------------------ |
| 1857               | 1869               | 1880               | 1890               | 1900               | 1910               | 1921               | 1931               | 1948               | 1953               | 1961               | 1971               | 1981               | 1991               | 2001               | 2011               |
| 434                | 729                | 518                | 630                | 763                | 791                | 1.070              | 1.038              | 1.100              | 1.152              | 1.112              | 1.044              | 848                | 836                | 248                | 293                |

## Nevezetességei
Szent Illés próféta tiszteletére szentelt temploma 1527 és 1537 között épült. Az 1980-as években megújították. A délszláv háború során megsérült. A fő- és az oldalbejáratot ki kellett cserélni, de maga a templom nagyobb károsodás nélkül vészelte át az eseményeket. A templom egyhajós épület, négyszögletes apszissal, homlokzata felett pengefalú harangtoronnyal, benne két haranggal.